# ロバート・スウェイン・ギフォード
ロバート・スウェイン・ギフォード（Robert Swain Gifford、1840年12月23日 - 1905年1月15日）はアメリカの風景画家である。フランスのバルビゾン派の影響を受けていたとされる。

## 略歴
マサチューセッツ州のバーンスタブル郡 のエリザベス諸島のノーネームセット島に生まれた。2歳の時、家族は対岸のニューベッドフォードに移り、ニューベッドフォードで教育を受けた。10代の時、オランダの海洋画家、ヴァン・ビースト（Albertus Van Beest）がニューベッドフォードを訪れ、ヴァン・ビーストと船の絵を描いた。
1864年にボストンにスタジオを開き、2年後ニューヨークに移った。1867年にナショナル・アカデミー・オブ・デザインの准会員に選ばれ、1878年に正会員に選ばれた。オレゴン州やカリフォルニアに旅し、風景画を描いた。その後、イギリス、フランス、イタリア、スペインやモロッコ、エジプトも旅した。旅先でルイス・カムフォート・ティファニーといったアメリカの画家と合流し、これらの場所を描いた。
ニュー・イングランドの風景を主に描き、ニューハンプシャー州のホワイト山地を描いた「ホワイト・マウンテン派」(White Mountain art) や「ハドソン・リバー派」の画家たちとこの時代のアメリカを代表する風景画家の一人となった。
1876年のフィラデルフィア万国博覧会や1889年のパリ万国博覧会の展覧会に出展して入選した。1899年に鉄道王エドワード・ヘンリー・ハリマンの資金で行われたアラスカ探検に参加した1人である。1905年にニューヨークで没した。
ギフォードの作品はサンフランシスコ美術館、ニューヨーク、メトロポリタン美術館、スミソニアン・アメリカ美術館などに収蔵されている。

## 作品

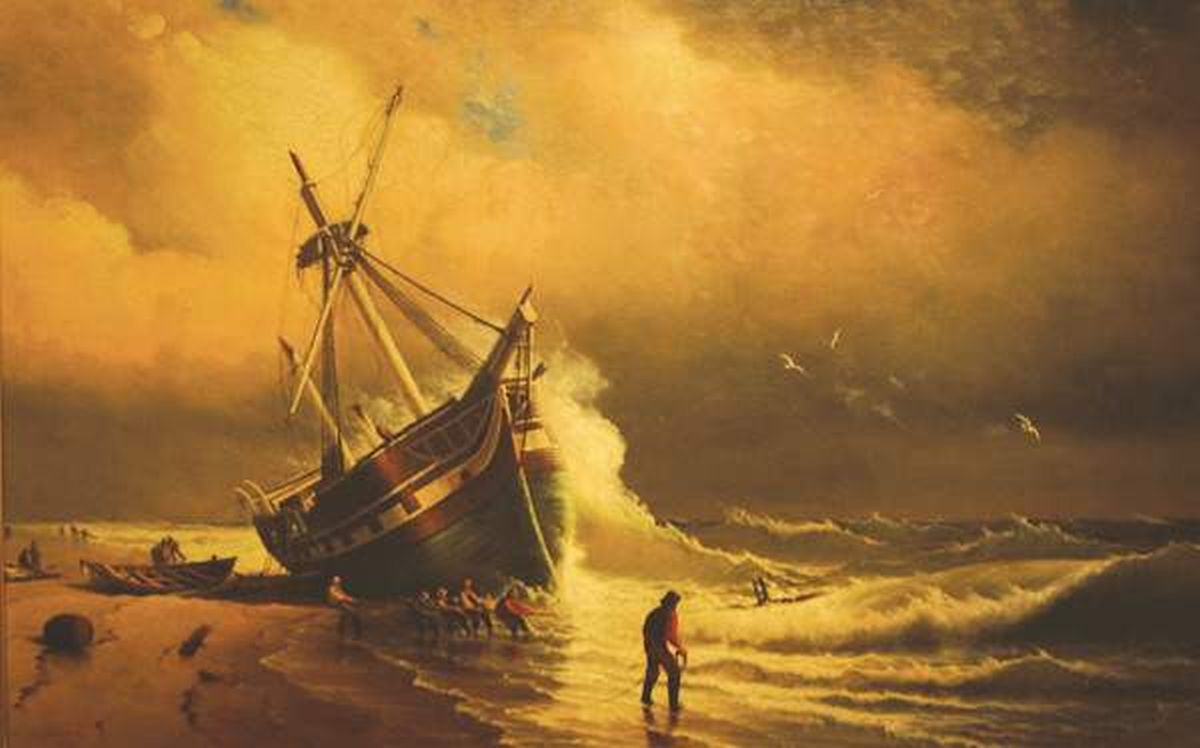
「難破船」(1877)
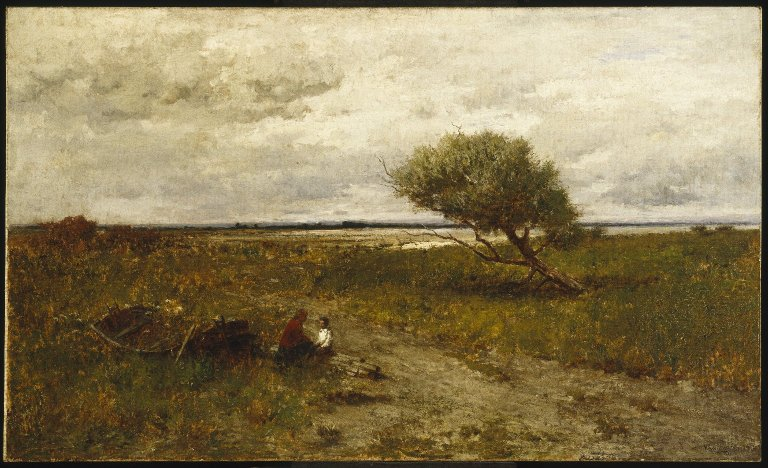
「ニューイングランドの海岸」(1880)
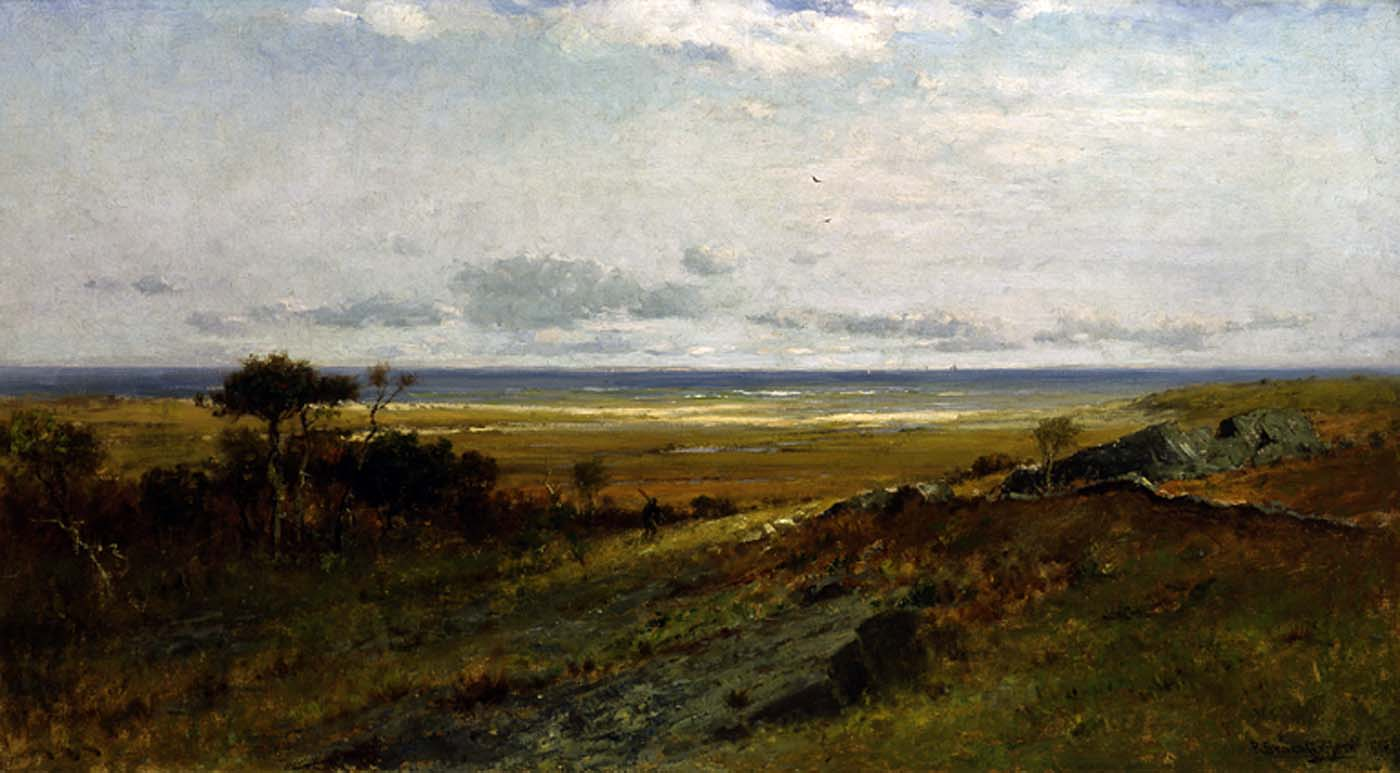
Near the Ocean